# نوقا
نوقا یک شیرینی ساخته شده از عسل یا شکر، سفیده تخم مرغ، آجیل و گاهی تکه‌های میوه است. واژه نوقا از کلمه «pan nogat» در زبان اکسیتان گرفته شده و به نظر می‌رسد از کلمه لاتین «panis nucatus» به معنی «نان آجیلی» ریشه گرفته باشد.
سه گونه نوقا وجود دارد که یک گونه آن یعنی نوقای سفید («mandorlato» یا «torrone» در ایتالیا) با سفیده زده شده تخم مرغ و عسل درست می‌شود که در شهر کرمونا ایتالیا در اوایل سده پانزدهم پدید آمده‌است.
در سال ۲۰۱۶ گوگل نام اندروید هفت را «اندروید نوقا» برگزید.

## ریشه‌شناسی
واژهٔ نوقا از زبان اکسیتان (pan nogat) وارد فارسی شده که خود از لاتین panis nucatus (نان آجیلی) ریشه گرفته است. در منابع تاریخی عربی از این شیرینی با نام ناطف یاد شده که نشان‌دهندهٔ پیشینهٔ کهن آن در خاورمیانه است.

## تاریخچه
روایات بسیاری از ریشه نوقا وجود دارد. دستور پخت آن نخستین بار در کتابی به زبان عربی در بغداد در سده دهم میلادی که از آسیای میانه وام گرفته شده بود آمده‌است. در عربی «ناطف» خوانده می‌شد. در یکی از این دستور عمل‌ها نشان داده می‌شود که ناطف از شهر حران در جنوب شرقی ترکیه امروزی و مکانی میان شانلی‌اورفه و حلب آمده‌است. اشاره به نوقا در یک مثلثی میان بغداد، شانلی‌اورفه و حلب پیدا شده‌است. اواخر سده دهم میلادی ابن حوقل اشاره می‌کند که در منبج سوریه و بخارا در آسیای میانه ناطف خورده‌است.

### تحولات تاریخی
- سده ۱۵م: ورود به ایتالیا از طریق تجار ونیزی
- سده ۱۷م: توسعهٔ انواع اروپایی در کرمونا و تون
- سده ۱۹م: صنعتی‌شدن تولید در اروپا[۴]

## انواع نوقا
| نوع          | مواد اصلی                     | منطقه           |
| ------------ | ----------------------------- | --------------- |
| نوقای تبریزی | عسل، سفیده تخم‌مرغ، فندق، پسته | تبریز           |
| نوقای سفید   | شکر، سفیده تخم‌مرغ، بادام      | کرمونا، ایتالیا |
| نوقای قهوه‌ای | شکر کاراملی، گردو             | خاورمیانه       |
| نوقای وینی   | شکلات، فندق                   | اتریش           |

### نوقای تبریز

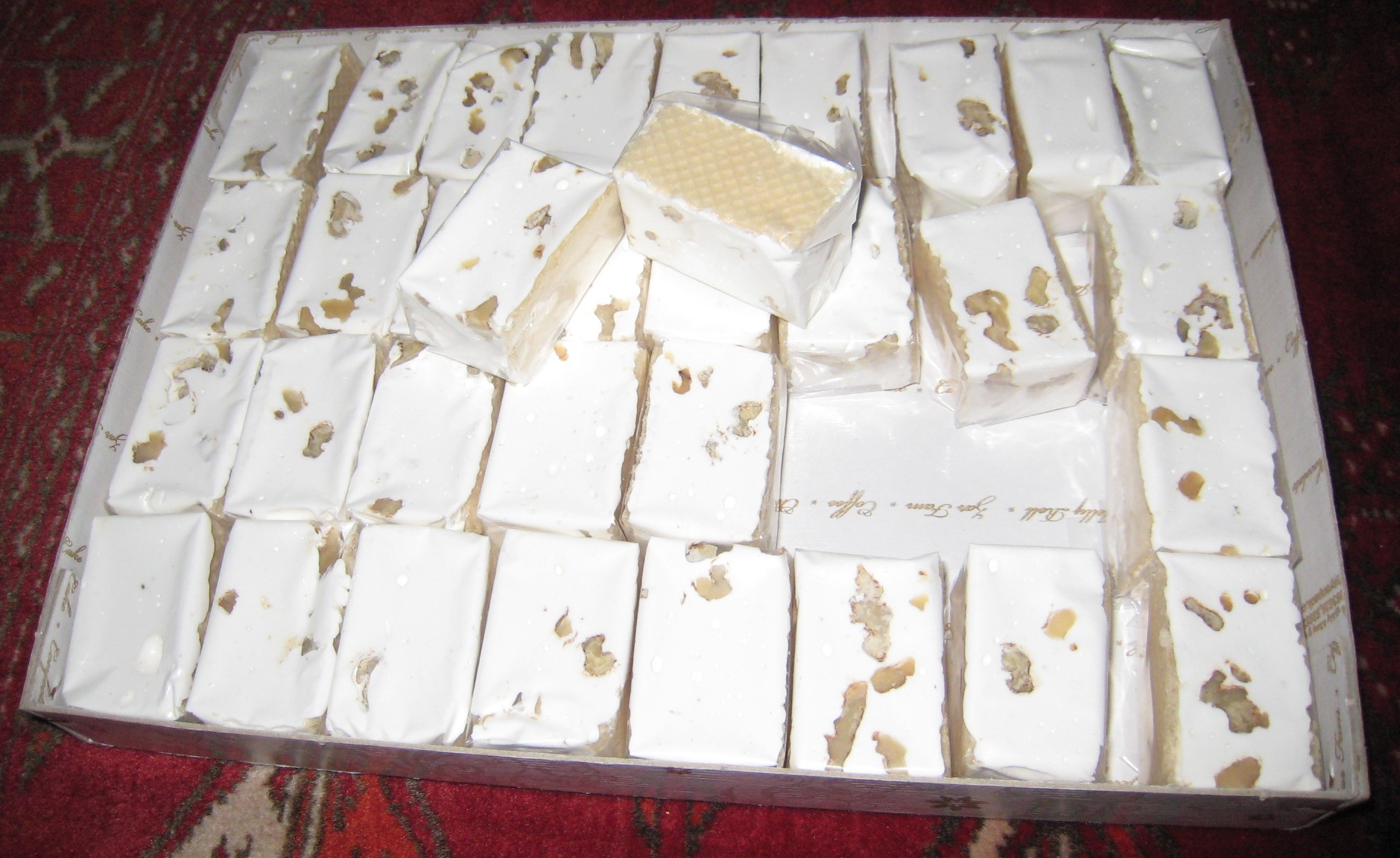
نوقای تبریز

نوقا (لوکا) همچنین یکی از سوغاتی‌های سنتی شهر تبریز است. این شیرینی در انواع گوناگون ساده، گردویی، وانیلی، پسته‌ای، آجیلی و شکلاتی تهیه می‌شود و «نوقای گردویی» متداول‌ترین نوع نوقای تبریز محسوب می‌گردد.
نوقا (لوکا) از جایگاه مخصوصی در بین مردم تبریز برخوردار است و در جشن‌ها و اعیاد مختلف مورد استفاده قرار می‌گیرد. طعم مناسب، ماندگاری بالا و قیمت پایین از دلایل استقبال از این شیرینی در شهر تبریز است.

## ارزش غذایی
در هر ۱۰۰ گرم نوقای سنتی:
- انرژی: ۴۰۰ کیلوکالری
- چربی: ۱۵ گرم
- پروتئین: ۷ گرم
- کربوهیدرات: ۷۰ گرم